# Celebrity Cruises
Celebrity Cruises — премиальная круизная компания, собственником которой является материнская компания Royal Caribbean Cruises Ltd. Компания основана в 1989 году греческой компанией Chandris, но уже в 1997 году Celebrity Cruises Ltd объединилась с Royal Caribbean International в круизный холдинг Royal Caribbean Cruises Ltd., который управляет Celebrity, Royal Caribbean International, Azamara Club Cruises, Pullmantur Cruises и CDF Croisières de France.
Буква Х, которая располагается на всех лайнерах компании, является греческой буквой хи по названию компании-создателя.

## История
Celebrity Cruises была основана в 1989 г. как самостоятельная круизная компания греческой судоходной компании Chandris. После первого судна Meridian флот компании пополнился построенными на немецкой верфи Meyer Werft в Папенбурге судами Horizon (ныне: Pacific Dream) и Zenith. Затем последовали ещё более новые суда класса Century: Century, Mercury и Galaxy.

## Деятельность
В 1997 г. Celebrity Cruises была поглощена Royal Caribbean Cruise Line (RCCL), которая в свою очередь превратилась в Royal Caribbean International, а вместе они образовали материнскую компанию Royal Caribbean Cruises Ltd. В течение того же года Celebrity Cruises получил первое судно нового класса, Century, за которым последовали Galaxy в 1996 году и Mercury в 1997 году. После доставки Mercury, Meridian был продан в Сингапуре компании Sun Cruises. В период с 2000 по 2002 год Celebrity Cruises получили четыре корабля нового класса Millenium, с газотурбинными двигателями и названными Millennium, Infinity, Summit и Constellation. Суб-бренд Celebrity Expeditions появился в 2001 году с приобретением Celebrity Xpedition, небольшого бутик-корабля, предлагающего специализированные круизы по островам Галапагос. В 2005 году Horizon был передан в другой суб-бренд Island Cruises. В том же году первое судно нового класса, названного Solstice, было заказано у верфи Meyer Werft . К 2007 году еще три судна этого класса были в поставлены с этой верфи.
В настоящее время флот состоит из 12 судов, ещё один будет введен в эксплуатацию в декабре 2018 года. Все суда относятся к пятизвёздочному классу.
Планировалось, что два лайнера круизной компании Pullmantur Cruises Blue Moon и Blue Dream станут лайнерами Celebrity Cruises под названиями Journey и Quest. Однако 4 мая 2007 г. Celebrity Cruises сообщила, что оба судна перейдут во вновь созданную марку Azamara Club Cruises под названиями Azamara Journey и Azamara Quest и будут переведены в сегмент «Люкс» (Deluxe).
В 2007—2008 годах все корабли Celebrity Cruises были переименованы и получили приставку «Celebrity», добавленную к уже существующим названиям кораблей. Celebrity Solstice, первый корабль в новом классе Solstice, был спущен на воду 24 октября 2008 года, а уже еще два корабля класса Solstice чуть позже — Celebrity Equinox в 2009 году и Celebrity Eclipse в 2010 году.
В мае 2009 года Galaxy был переведен во флот TUI Cruises, совместного предприятия между владельцем Celebrity Cruises Royal Caribbean International и TUI AG и переименованным в Mein Schiff.
В 2011 году Mercury был переведен во флот TUI Cruises и назван Mein Schiff 2. Четвертый корабль класса Solstice Celebrity Silhouette был получен компанией Celebrity Cruises в 2011 году. Celebrity Reflection представлен в 2012 году.
В апреле 2015 года старейший лайнер Celebrity Cruises, Celebrity Century, был выведен из флота.
4 декабря 2014 года Celebrity Cruises объявило о создании нового класса EDGE, в рамках которого будет построено несколько судов вместимостью 2900 пассажиров. Первое судно Celebrity Edge компания ожидает в декабре 2018 года, следующие суда этого класса сойдут с верфи в 2020, 2021 и 2022 годах.
В декабре 2014 года Лиза Лутофф-Перло была назначена первой женщиной-президентом и генеральным директором Celebrity Cruises.
14 марта 2016 года Celebrity Cruises объявила о приобретении туроператора Ocean Adventures с Галапагосских островов и двух его кораблей, 48-местного M/V Eclipse и 16-местного катамарана M/C Athala II. Они вошли во флот под названиями Celebrity Xperience и Celebrity Xploration соответственно. Эта сделка может увеличить количество туристов до 65 процентов.
11 октября 2017 года было объявлено, что на судах компании, находящихся в международных водах, будут совершаться законные однополые браки. Это стало возможным после легализации таких браков на Мальте, где зарегистрировано большинство флота Celebrity Cruises. И изменение мальтийского законодательства позволило капитанам компании заключать юридически признанные браки в международных водах.

## Символы компании

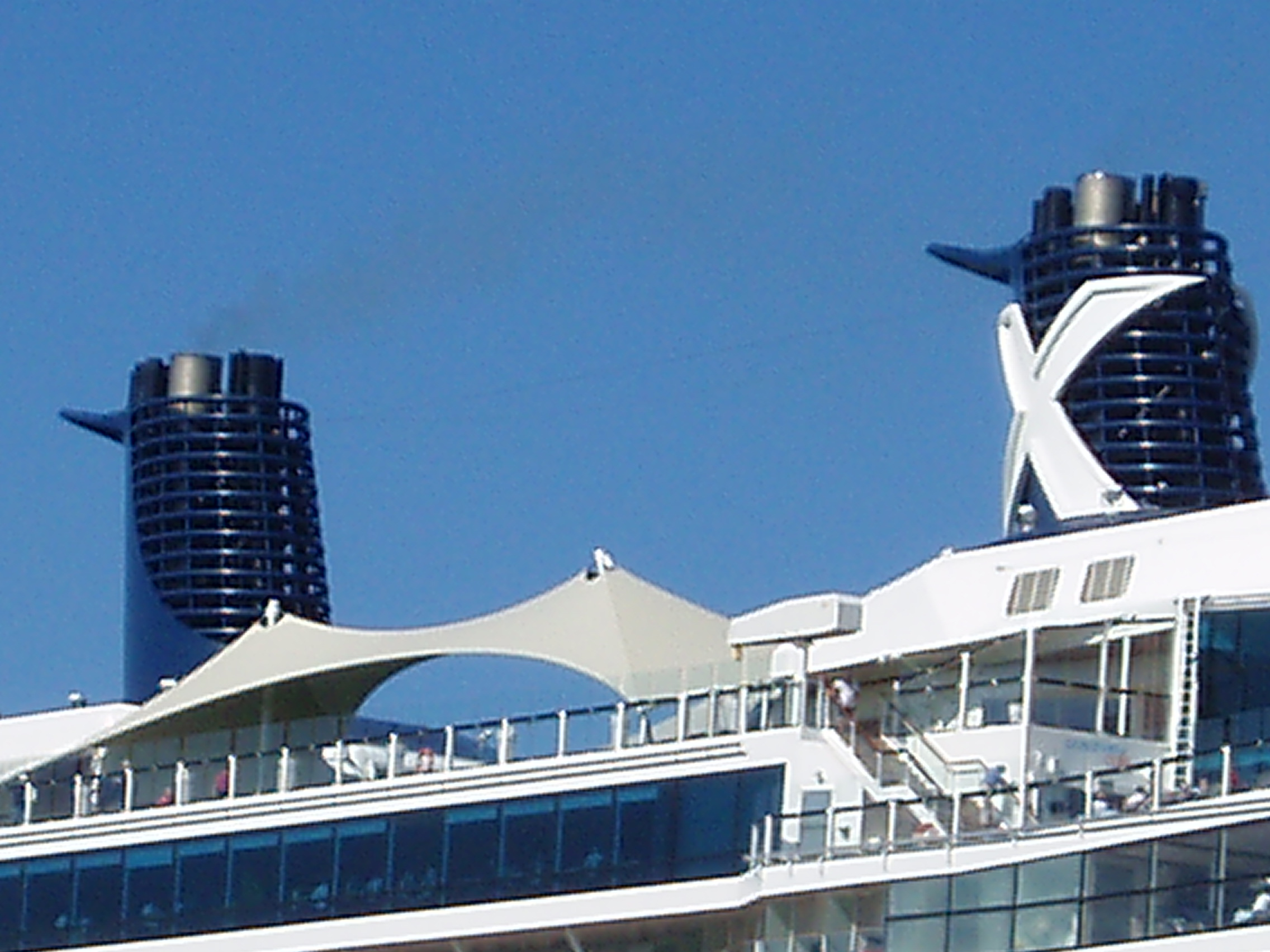
Знак X на трубе Celebrity Eclipse
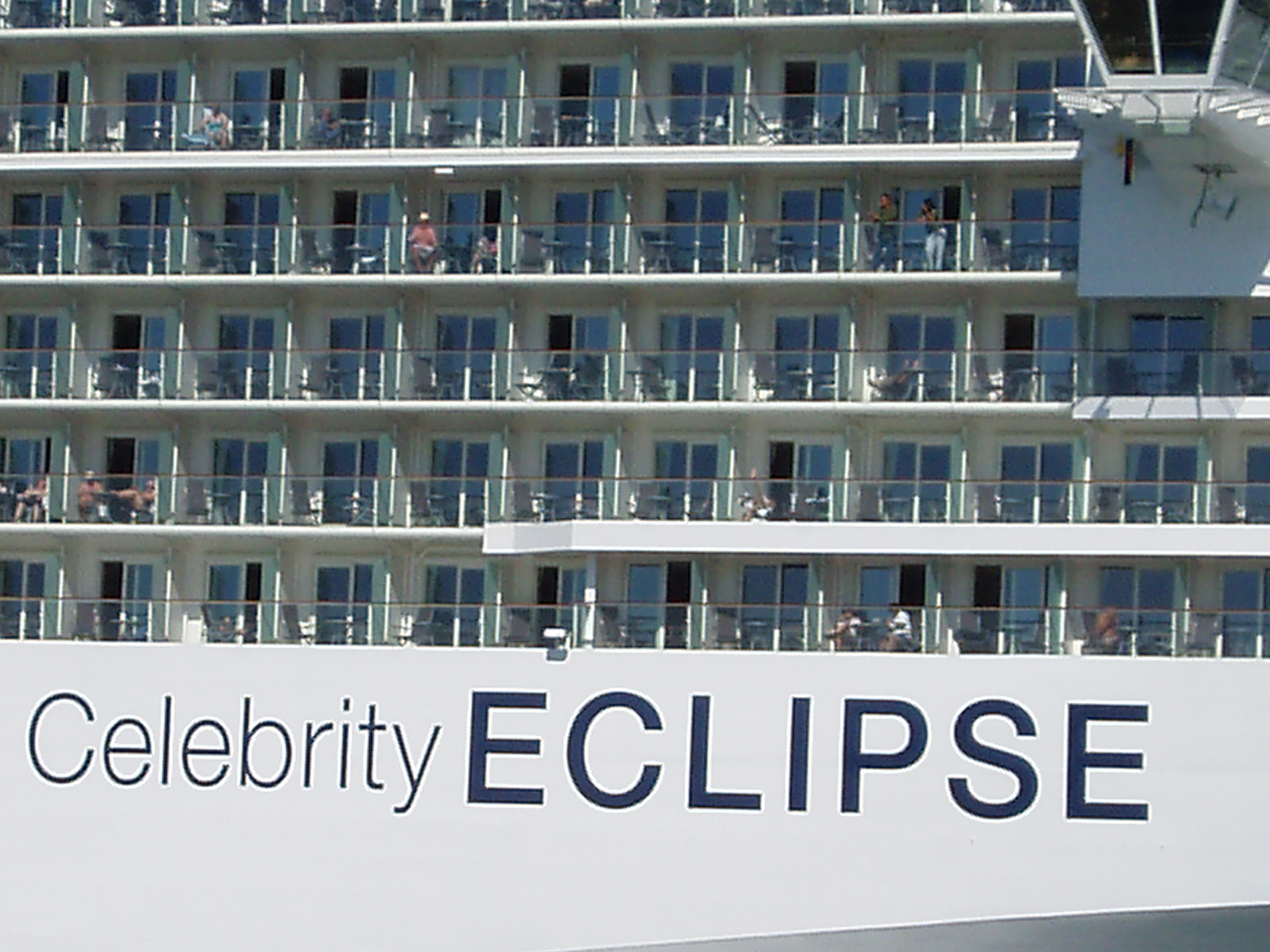
Названия начинаются со слова Celebrity

На трубах судов компании издалека можно заметить греческую букву «X» «Хи», логотип компании, а ранее пароходства «Chandris».
Ранее в названии судов обозначался также вид привода MS или GTS (газотурбинный), однако с 2003 г. от этого отказались в пользу сокращённого наименования компании Celebrity.

## Награды
"Best Premium Cruise Line" 2016 по версии Travel Weekly
"Best Europe Cruise Line" 2016 по версии Travel Weekly

## Суда компании по классам

### КлассMillennium
| Название                | Изображение | Год постройки | Водоизмещение | Экипаж | Каюты | Верфь                                | Флаг   | Статус/Состояние               |
| Celebrity Millennium    |             | 2000          | 90.228        | 999    | 970   | Chantiers de l'Atlantique, Сен-Назер | Мальта | в эксплуатации с июля 2000     |
| Celebrity Infinity      |             | 2001          | 90.228        | 999    | 970   | Chantiers de l'Atlantique, Сен-Назер | Мальта | в эксплуатации с февраля 2001  |
| Celebrity Summit        |             | 2001          | 90.228        | 999    | 970   | Chantiers de l'Atlantique, Сен-Назер | Мальта | в эксплуатации с сентября 2001 |
| Celebrity Constellation |             | 2002          | 90.228        | 999    | 970   | Chantiers de l'Atlantique, Сен-Назер | Мальта | в эксплуатации с апреля 2002   |

### КлассSolstice
| Название             | Изображение | Год постройки | Водоизмещение | Экипаж | Каюты | Верфь                  | Флаг   | Статус/Состояние                 |
| Celebrity Solstice   |             | 2008          | 121.878       | 1.271  | 1.426 | Meyer Werft, Папенбург | →      | в эксплуатации с 23 ноября 2008  |
| Celebrity Equinox    |             | 2009          | 121.878       | 1.271  | 1.426 | Meyer Werft, Папенбург | Мальта | в эксплуатации с июля 2009       |
| Celebrity Eclipse    |             | 2010          | 121.878       | 1.271  | 1.426 | Meyer Werft, Папенбург | Мальта | в эксплуатации с апреля 2010     |
| Celebrity Silhouette |             | 2011          | 121.878       | 1.271  | 1.426 | Meyer Werft, Папенбург | Мальта | в эксплуатации с июля 2011       |
| Celebrity Reflection |             | 2012          | 126.000       | 1.271  | 1.498 | Meyer Werft, Папенбург | Мальта | в эксплуатации с 12 августа 2012 |

### КлассXpedition
| Название             | Изображение | Год постройки | Водоизмещение | Экипаж | Каюты | Верфь                | Флаг          | Статус/Состояние      |
| Celebrity Xpedition  |             | 2001          | 2.842         |        | 45    | Cassens-Werft, Эмден | Эквадор       | в эксплуатации с 2001 |
| Celebrity Xploration |             | 2017          | 3.915         |        | 16    |                      | Флаг Эквадора | в эксплуатации с 2017 |
| Celebrity Xperience  |             | 2017          | 1.610         |        | 48    |                      | Флаг Эквадора | в эксплуатации с 2017 |

### КлассEdge
| Название         | Изображение     | Год постройки                               | Водоизмещение | Вместимость пассажиров | Каюты      | Верфь                          | Флаг        | Статус/Состояние           |
| Celebrity Edge   | Фото недоступно | 2018                                        | 129.500       | 2918                   | неизвестно | STX France, Сен-Назер, Франция | Флаг Мальты | в эксплуатации с 2019 года |
| Celebrity Flora  |                 | 2019                                        | 5.739         | 100                    |            |                                |             |                            |
| Celebrity Beyond |                 | 2020                                        | 129.500       | 2918                   |            |                                | Флаг Мальты |                            |
| Project EDGE 3   |                 | 2021                                        | 129.500       | 2918                   |            |                                | Флаг Мальты |                            |
| Project EDGE 4   |                 | 2022                                        | 129.500       | 2918                   |            |                                | Флаг Мальты |                            |
| Edge VI          |                 | 2028 17 January transfer bassin der Penhöet |               |                        |            |                                |             |                            |

### Бывшие суда

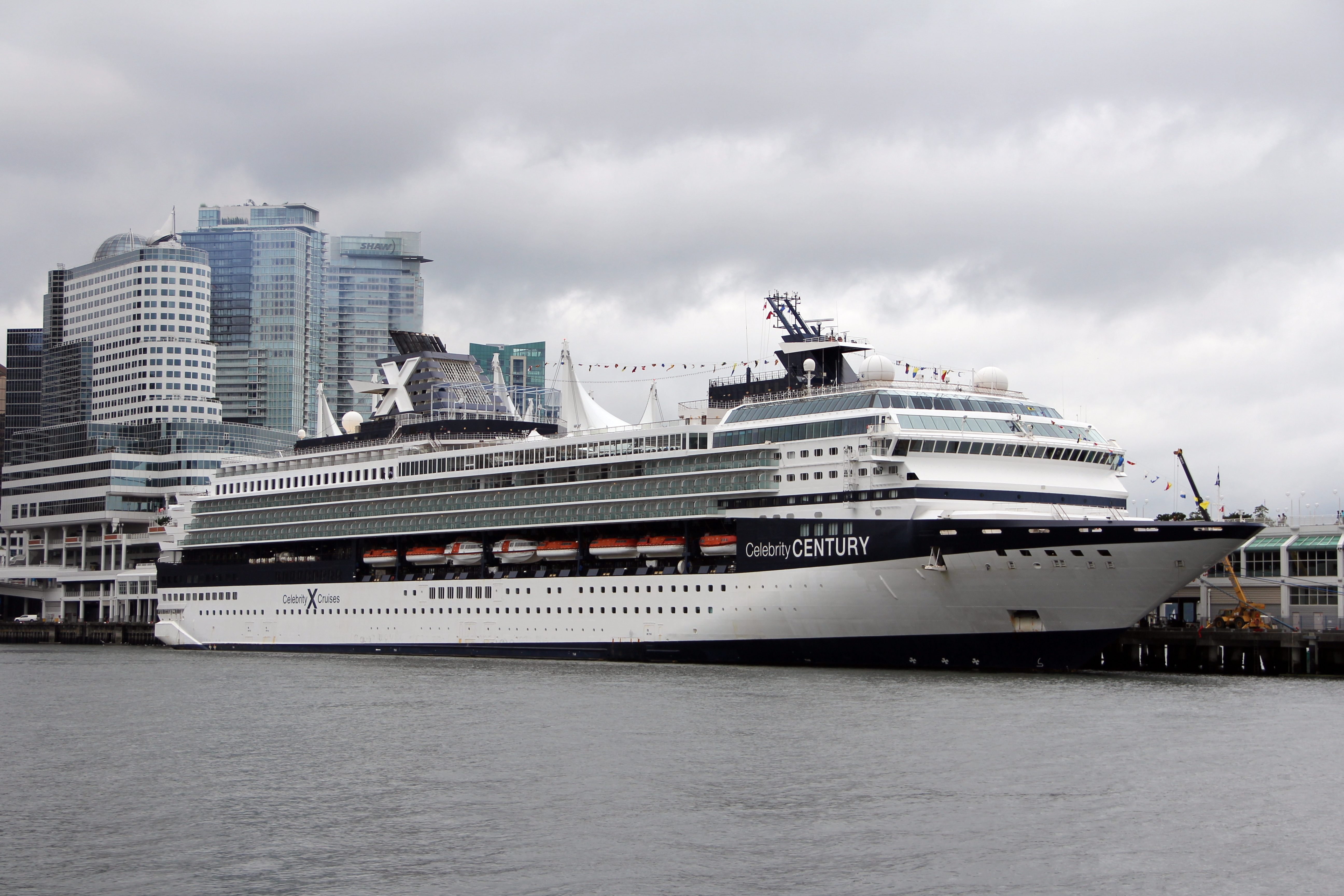

| Название          | Изображение | Год постройки | Водоизмещение               | Оператор    | Верфь                                         | Статус/Состояние                                                                                              |
| Meridian          |             | 1963          | 30.440 (ранее 27.888 (1963) | (1990—1997) | Cantieri Riuniti dell' Adriatico, Монфальконе | в 1997 продан в Sun Cruises, в 1999 затонул под именем Sun Vista                                              |
| Horizon           |             | 1990          | 46.811                      | 1990—2005   | Meyer Werft, Папенбург                        | в 2005 в Royal Caribbean International, с 2009 под именем Pacific Dream в Pullmantur Cruises                  |
| Zenith            |             | 1992          | 47.255                      | 1992—2007   | Meyer Werft, Папенбург                        | в 2007 в Pullmantur Cruises                                                                                   |
| Celebrity Galaxy  |             | 1995          | 77.713                      | 1996—2009)  | Meyer Werft, Папенбург                        | в начале 2009 продан в TUI Cruises, с 2010 под именем Mein Schiff 1                                           |
| Celebrity Mercury |             | 1997          | 76.522                      | 1997—2010   | Meyer Werft, Папенбург                        | в середине 2010 продан в TUI Cruises, с 2011 под именем Mein Schiff 2                                         |
| Celebrity Century |             | 1995          | 71.545                      | 1995-2015   | Fincantieri, Палермо                          | в 2015 году продан в Marella Cruises, будет эксплуатироваться с конца 2018 года под именем Marella Explorer 2 |

## Фотогалерея

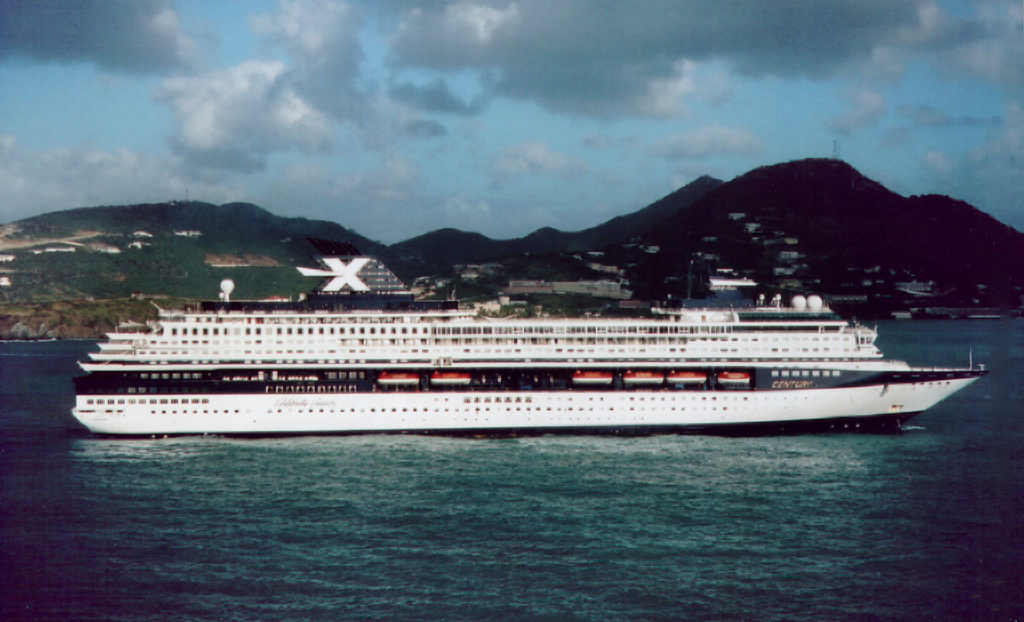
Celebrity Century
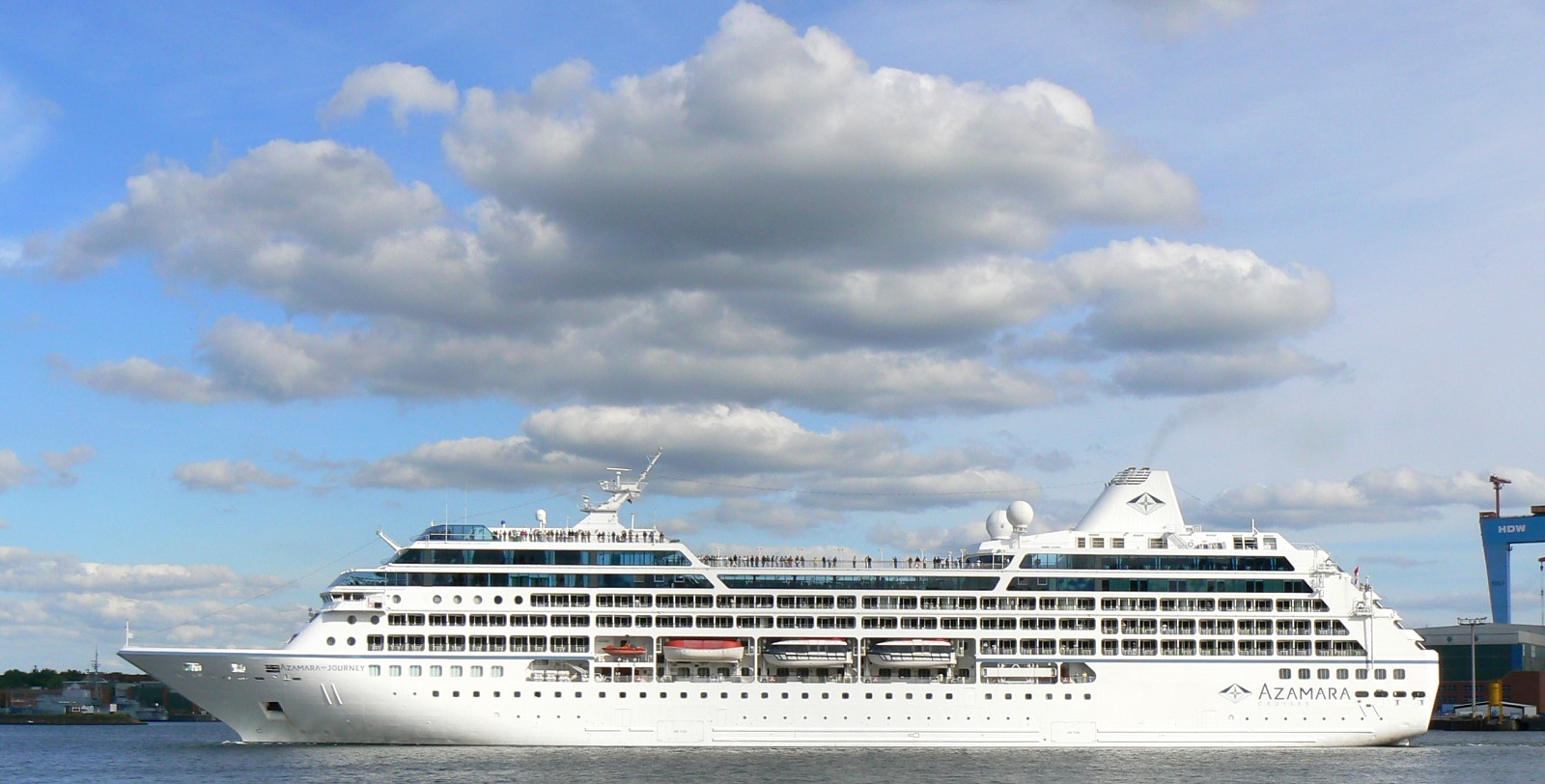
Azamara Journey
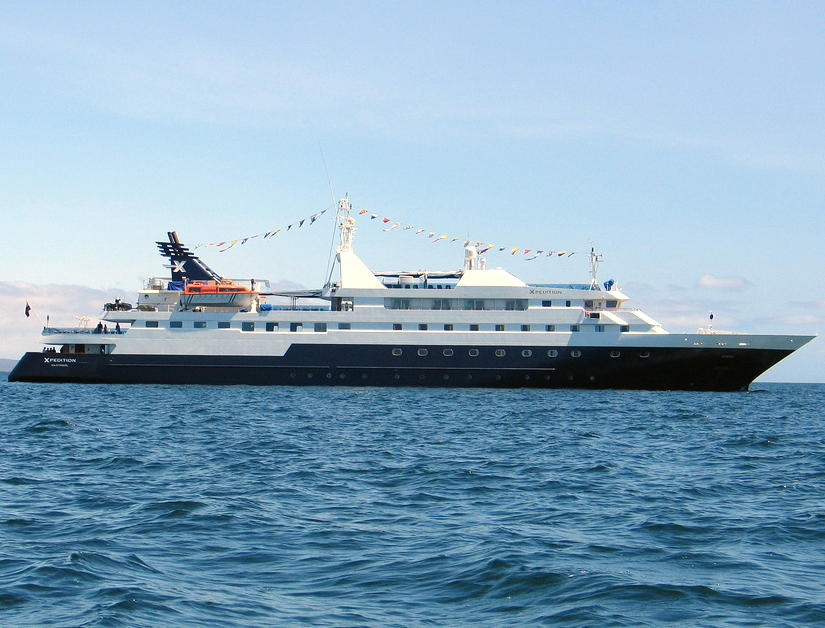
Celebrity Xpedition на Гагапагосах